# Andrea Böhm

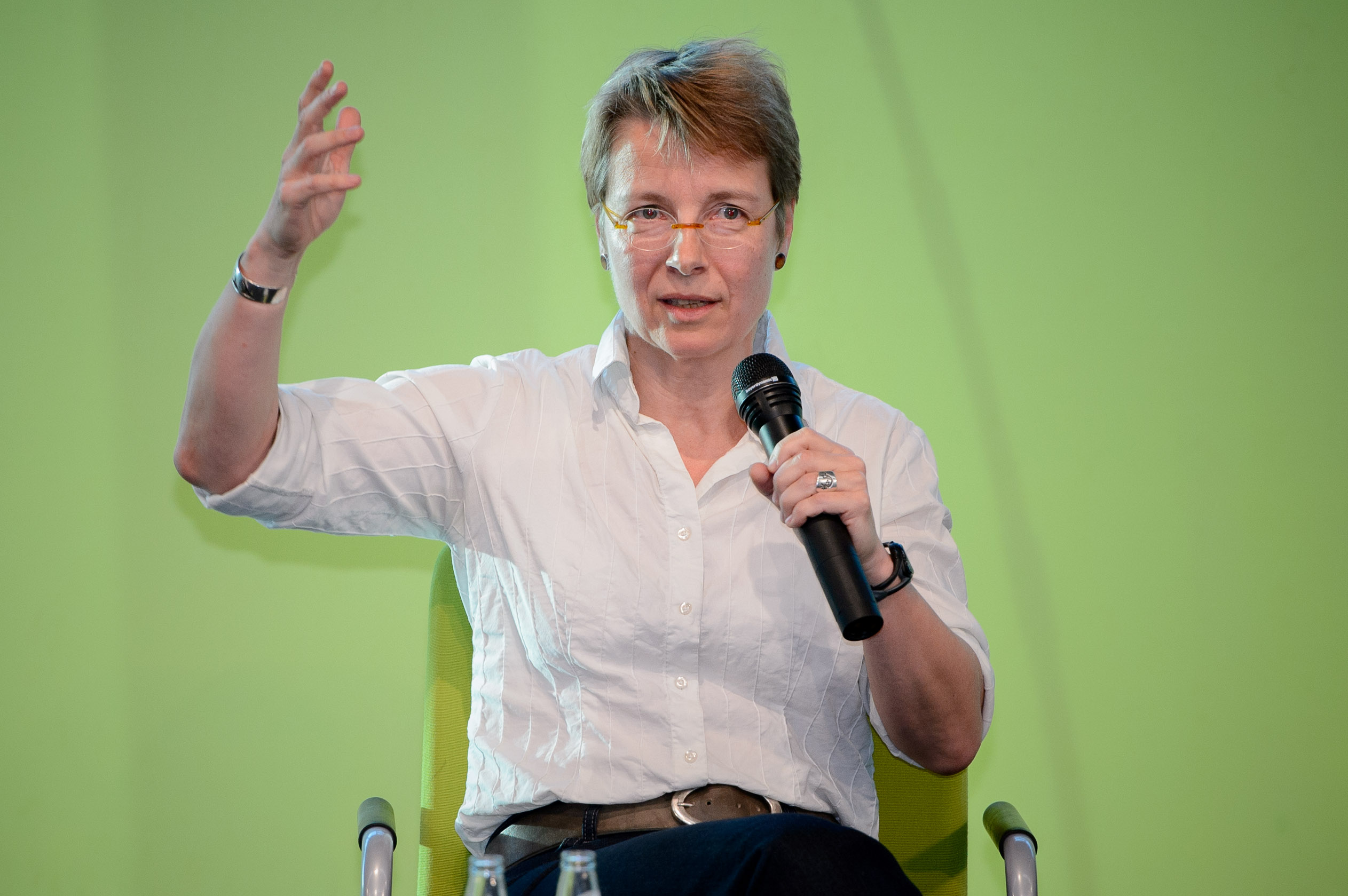
Andrea Böhm, 2013

Andrea Böhm (* 1961 in München) ist eine deutsche Journalistin.

## Werdegang
Böhm studierte Politologie in Berlin und in den USA. Abschließend absolvierte sie die Deutsche Journalistenschule. 1989 fiel der Anfang ihrer journalistischen Tätigkeit als Lokalredakteurin bei der taz mit dem Fall der Berliner Mauer zusammen.
Von 1992 bis 1997 war Böhm Amerika-Korrespondentin der taz und anschließend schrieb sie für das Dossier der Zeit in Hamburg. Danach kehrte sie zurück in die USA, wo sie insgesamt mehr als zehn Jahre lang als freie Journalistin in New York für die taz, die Zeit, Geo und andere schrieb. Seit 2006 ist sie Redakteurin im Ressort für Politik der Zeit. Von 2013 bis 2018 berichtete sie für diese Zeitung als Büroleiterin für den Nahen und Mittleren Osten in Beirut.
Ihre Schwerpunkte sind die USA, der Nahe Osten und Afrika, insbesondere die Demokratische Republik Kongo, Bürgerkriege, Rebellen, Kriegsverbrecher und internationale Strafgerichtshöfe. Ihr Sachbuch Gott und die Krokodile. Eine Reise durch den Kongo wurde 2011 für den Preis der Leipziger Buchmesse in der Kategorie Sachbuch/Essayistik nominiert.

## Rezeption
Die Rezensionen in führenden deutschen Medien zu Böhms Sachbüchern bescheinigen ihr profunde Kenntnisse, einen lebendigen und schnörkellosen Erzählstil sowie besonderes Einfühlungsvermögen für die einfachen Menschen der beschriebenen Länder.
Aufgrund ihrer langjährigen Tätigkeit als Auslandskorrespondentin in New York sowie ihrer zahlreichen Reisen in die amerikanische Provinz veröffentlichte Böhm 2004 das Sachbuch Die Amerikaner: Reise durch ein unbekanntes Imperium. In ihren Essays sowohl über Mitglieder der Oberschicht als auch über die sozialen Missstände für viele unterprivilegierte Amerikaner verbindet Böhm laut einer Besprechung für den Deutschlandfunk Kultur „Biographisches, Historisches und Politisches zu einer umfassenden Analyse.“
In der Frankfurter Allgemeinen Zeitung vom 12. März 2011 besprach der Afrikawissenschaftler Andreas Eckert das Sachbuch Gott und die Krokodile. Eine Reise durch den Kongo. Er bezeichnete Böhms Schilderungen über das seit der Kolonialzeit unter regionalen Krisen, internationalen Eingriffen und Ausbeutung leidende Land als herausragend in der deutschsprachigen Literatur über Afrika. Aufgrund ihrer historischen Kenntnisse sei es Böhm gelungen, sowohl „Sympathie für das Land und seine Bewohner“ sowie eine differenzierter Schilderung der geopolitischen Lage zu vermitteln.
Ihr 2017 erschienenes Buch Das Ende der westlichen Weltordnung wurde als Einblick in die Krise der westlichen Welt beschrieben. Aufgrund ihrer Reisen in Somalia, Libyen, im Irak oder in China porträtierte sie einfache Menschen, die ihr Leben meistern, Zivilcourage entwickeln und außerhalb der sogenannten globalen Wirtschaft leben.
In einem Beitrag vom Dezember 2022 für die Frankfurter Rundschau anlässlich der Verleihung des Werner-Holzer-Preises für Auslandsjournalismus schrieb ihre ehemalige Kollegin bei der Zeit, Özlem Topçu, dass Böhm stets sowohl Geo- als auch Klimapolitik im Blick hatte, die „weiße Sicht auf den afrikanischen Kontinent“ in Frage stellt und Menschen im globalen Süden als „handelnde Subjekte“ darstellt.

## Preise und Auszeichnungen
- 2004 Theodor-Wolff-Preis
- 2010 Hansel-Mieth-Preis
- 2022 Werner-Holzer-Preis für Auslandsjournalismus[7]

## Publikationen
- Die Amerikaner: Reise durch ein unbekanntes Imperium. 2. aktualisierte Auflage, Herder Freiburg 2006, ISBN 978-3-451-05657-4
- Gott und die Krokodile. Eine Reise durch den Kongo. Pantheon Verlag, München 2011, ISBN 978-3-570-55125-7
- Das Ende der westlichen Weltordnung. Eine Erkundung auf vier Kontinenten. Pantheon Verlag, München – Berlin 2017, ISBN 978-3-570-55236-0